# Monyoród
Monyoród is een plaats (község) en gemeente in het Hongaarse comitaat Baranya. Monyoród telt 207 inwoners (2001).